# Chips Keswick
Sir John Chippendale „Chips“ Lindley Keswick (* 2. Februar 1940 in London; † 17. April 2024) war ein britischer Unternehmer und ab Juni 2013 Vorstandsvorsitzender des Premier-League-Klubs FC Arsenal.

## Leben
Chips Keswick wurde am 2. Februar 1940 als Sohn von Sir William Keswick (1903–1990) und dessen Ehefrau Mary Lindley in die schottische Unternehmerdynastie Keswick geboren. Sein Großvater war der britische konservative Politiker Henry Keswick. Nach seinen Abschlüssen am Eton College und der Universität Aix-Marseille wurde Keswick in den Unternehmen der Familie tätig. So trat er unter anderem ab 1968 bei der Hambros Bank beruflich in Erscheinung und stieg dort in der Hierarchie immer weiter auf. Im Jahre 1986 wurde er zum Vorsitzenden ernannt und blieb in dieser Position bis zum Verkauf an die französische Bankengruppe Société Générale im Jahre 1998. Parallel dazu war er in dieser Zeit Direktor diverser Gesellschaften, dabei vorrangig im Bankensektor und in der Industrie.
Nachfolgend eine Auflistung der Unternehmen mit den Jahren, in denen Keswick als deren Direktor fungierte: Anglo American (1995–2001), Bank of England (1993–2001), Edinburgh Investment Trust (1992–2001), IMI plc (1994–2003), Investec Bank plc (2000–2010), Investec PLC (2002–2010), Persimmon plc (1984–2006) oder Ernest Oppenheimer & Sons (1993–2013). Des Weiteren hatte er führende Rollen in mehreren Unternehmen innerhalb der De-Beers-Gruppe inne. Von 1973 bis 1995 war er auch Direktor des Children’s Country Holidays Fund.
Am 24. November 2005 wurde Keswick zum Direktor des Premier-League-Klubs FC Arsenal ernannt und blieb in diesem Amt etwas über siebeneinhalb Jahre tätig. Im Juni 2013 trat er die Nachfolge von Peter Hill-Wood als Vorstandsvorsitzender des Fußballklubs an. Hill-Wood, der davor bereits seit 1962 im Vorstand des Vereins gewesen war, hatte das Amt des Vorstandsvorsitzenden seit 1982 inne und dieses von seinem Vater Denis Hill-Wood, übernommen. Bereits sein Großvater Samuel Hill-Wood war von 1927 bzw. 1929 bis 1936 und von 1946 bis 1949 Vorsitzender des Vorstandes.
Nach vier Jahren als Vorstandsvorsitzender wurde Chips Keswick bei der Generalversammlung des FC Arsenal im Oktober 2017 durch Mithilfe des Hauptanteilseigners Stan Kroenke als Vorstandsvorsitzender wiedergewählt. Ebenfalls verhalf Kroenke seinem Sohn Josh Kroenke, der bereits seit Dezember 2013 im Vorstand war, zur Wiederwahl, was in den britischen Medien für Unverständnis und bei den Anhängern für Missmut sorgte. Die Generalversammlung wurde von den Medien als „peinlich“ und Keswick, der mit den anwesenden und aufgebrachten Anteilseignern nicht umzugehen wusste, als „arrogant“ bezeichnet, wobei auch Rufe nach einem Rücktritts Keswicks laut wurden. Selbst besaß Keswick keine Anteile am Fußballklub.

## Privates
Seine Brüder Henry (* 1938) und Simon Keswick (* 1942) waren ebenfalls in führenden Funktionen in den Familienunternehmen tätig. Dabei unter anderem bei Jardine Matheson Holdings, Jardine Lloyd Thompson oder der Mandarin Oriental Hotel Group.
Seit 1966 war Chips Keswick mit Lady Sarah Mary Ramsay (* 1945), der Tochter von Simon Ramsay, 16. Earl of Dalhousie, verheiratet. Das Paar hatte die drei Söhne David, Tobias (* 1968) und Adam (* 1973).
Keswick war Mitglied der Gentlemen’s Clubs White’s Club und City University Club.
Er unterstützte die Lobby-Gruppe Business for Sterling und saß im Vorstand der Unternehmensspender der Konservativen. Im Dezember 2013 wurde von den Verantwortlichen der Better-Together-Kampagne, den Befürwortern eines Verbleibs Schottlands beim Vereinigten Königreich (siehe Referendum über die Unabhängigkeit Schottlands 2014), eine Auflistung der Großspender veröffentlicht, auf der Keswick mit einer Summe von 23.000 Pfund gelistet war.